# Jürgen Beetz
Jürgen Beetz (* 1940 in Hamburg; † November 2022 in Berlin) war ein deutscher Systemanalytiker und Wissenschaftsautor.

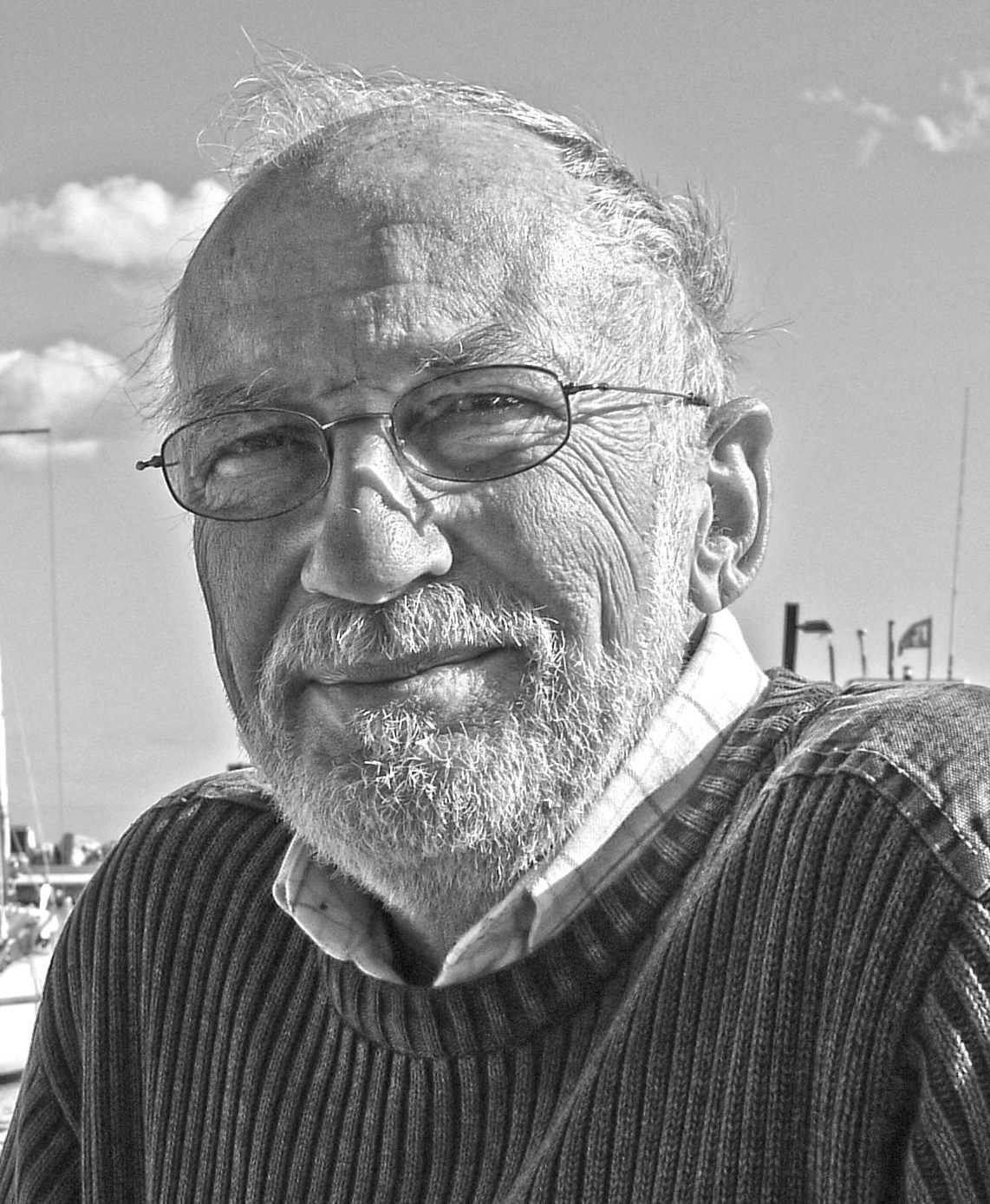
Jürgen Beetz

## Leben
Jürgen Beetz, Schüler des Johanneums in Hamburg und der Wöhlerschule in Frankfurt, studierte Elektrotechnik, Mathematik und Informatik an der Technischen Hochschule Darmstadt und der University of California, Berkeley mit dem Abschluss Diplom-Ingenieur. Bei IBM Deutschland war er 1968–1995 als Systemanalytiker und Dozent tätig, unter anderem am SCIC (Scientific & Cross Industry Center) in Amsterdam und am ESRI (European Systems Research Institute) in Genf.
Seit 2010 veröffentlichte er als Wissenschaftsautor mehrere Bücher über das Denken, philosophische Streitfragen, Mathematik, Physik sowie über das Prinzip der Rückkopplung. In drei dieser Bücher benutzte er Maskottchen-Paare, um seine Themen anzumoderieren; so „Rudi Radlos“ und „Eddi Einstein“ in Mathematik für Höhlenmenschen bzw. Physik für Höhlenmenschen. Analog zur „Wissenschaftskatze“ F._D._C._Willard schuf er einen Archäologen namens Ive Gotcha. In seinem Buch Auffällig feines Deutsch begab er sich auf das politisch-linguistische Gebiet, um danach mit einem Buch über Digitalisierung wieder zur Technik zurückzukehren. Mit einem Crossover aus Roman und Sachbuch zum Thema Künstliche Intelligenz betrat er 2022 belletristisches Neuland.
Beetz war verheiratet und lebte in Berlin, seit 2003 auch zeitweise auf Mallorca. Er war ein Nachkomme des Physikers Wilhelm von Beetz.

## Werke
- (mit Hansgert Lambers) Eine Anwendungsentwicklungsmethodik für AD/CYCLE. Die Methodik der DV-Verfahrenstechnik. Addison-Wesley Bonn/München 1991 (ISBN 3-89319-205-0)
- (mit Marita Heitfeld) Probleme lösen mit Methode – die verständliche Anleitung zur systematischen Entwicklung von DV-Anwendungen. R. Oldenbourg München/Wien 1984 (ISBN 3-486-28161-5)
- Keine Angst vor dem PC, Buch und Zeit Verlagsgesellschaft, Köln 1991 (ISBN 978-3-8166-9701-5)
- Denken, Nach-Denken, Handeln. Triviale Einsichten, die niemand befolgt. Alibri, Aschaffenburg 2010 (ISBN 978-3-86569-054-8)
- Eine phantastische Reise durch Wissenschaft und Philosophie. Don Quijote und Sancho Pansa im Gespräch. Alibri, Aschaffenburg 2012 (ISBN 978-3-86569-083-8)
- 1+1=10: Mathematik für Höhlenmenschen. Springer, Berlin/Heidelberg 2013 (ISBN 978-3-8274-2928-5)
- E=mc^2: Physik für Höhlenmenschen. Springer, Berlin/Heidelberg 2015 (ISBN 978-3-642-54409-5)
- Feedback. Wie Rückkopplung unser Leben bestimmt und Natur, Technik, Gesellschaft und Wirtschaft beherrscht. Springer, Berlin/Heidelberg 2016 (ISBN 978-3-662-47090-9). 2. (erweiterte) Auflage 2021 (ISBN 978-3-662-62890-4).
- Auffällig feines Deutsch. Verborgene Schlüsselwörter eines Parteiprogramms. Alibri, Aschaffenburg 2017 (ISBN 978-3-86569-230-6)
- Gehirn und Bewusstsein – ein Gegensatz? Der gesunde Menschenverstand und das »Leib-Seele-Problem« Beitrag in Aufklärung und Kritik 1/2017 S. 225
- Digital: Wie Computer denken. Springer, Berlin/Heidelberg 2019 (ISBN 978-3-6625-8630-3)
- Was ist denn bloß am Himmel los?: Die Sterne, das Universum, die Atome und der Urknall – Ein Verstehbuch für Jugend und Erwachsene, Kindle-Ausgabe 2019
- Digitalisierung und Philosophie. Was sagt die Philosophie zur »vierten industriellen Revolution«? Beitrag in Aufklärung und Kritik 2/2020 S. 134
- Menschen wie ich. Eine KI erwacht zum Leben. Alibri, Aschaffenburg 2022 (ISBN 978-3-86569-338-9)